# In Search of Sunrise
In Search of Sunrise é o título de uma coletânea de Trance feita por Tijs Verwest mais conhecido pelo pseudonimo de DJ Tiësto, ou somente Tiësto. A série, atualmente está em seu 10º álbum.

## Álbuns
Até agora, foram nove álbuns da série In Search of Sunrise, o mais recente sendo gravado na Austrália.
In Search of Sunrise - 20 Outubro 1999

In Search of Sunrise 2 - 30 Novembro 2000

In Search of Sunrise 3: Panama - 29 Maio 2002

In Search of Sunrise 4: Latin America - 13 Abril 2005

In Search of Sunrise 5: Los Angeles - 26 Maio  2006

In Search of Sunrise 6: Ibiza - 7 Setembro 2007

In Search of Sunrise 7: Asia - 10 Junho 2008

In Search of Sunrise 8: South Africa - 7 Maio 2010

In Search of Sunrise 9: India - 6 Junho 2011

In Search of Sunrise 10: Austrália - 21 Maio 2012